# Rudolf Peters (Marineoffizier)
Rudolf Peters (* 9. August 1899 in Zarrenzin; † 14. September 1990 in Vallentuna, Schweden) war ein deutscher Marineoffizier, zuletzt Konteradmiral im Zweiten Weltkrieg.

## Leben
Peters trat am 1. Oktober 1917 als Offiziersanwärter Crew X/1917 in die Kaiserliche Marine ein und absolvierte seine Ausbildung an der Marineschule Mürwik in Flensburg-Mürwik. Am 1. Januar 1918 kam er an Bord des Großen Kreuzers Freya und wurde am 27. März 1918 auf das Linienschiff Nassau versetzt. Dort wurde er am 18. August 1918 zum Fähnrich zur See ernannt. Vom 24. September bis 30. November 1918 folgte eine Kommandierung zu Ausbildungszwecken an die Marineschule Mürwik. Im Anschluss daran wurde er zur Disposition gestellt und Peters schloss sich am 10. Mai 1919 der III. Marine-Brigade an.

### Dienst in der Reichsmarine
Am 1. Juli 1920 erfolgte seine Übernahme in die Reichsmarine und Peters wurde der Schiffstammdivision der Ostsee zugeteilt. Von September 1920 bis Januar 1922 kam er ein weiteres Mal an die Marineschule und wurde hier am 10. Januar 1921 zum Leutnant zur See befördert. Im Anschluss daran wurde Peters zur weiteren Ausbildung bis Oktober 1922 u. a. an die Torpedoschule kommandiert. Vom 16. Oktober 1922 bis 30. September 1925 erfolgte seine Verwendung als Wachoffizier auf dem Torpedoboot T 149 und seine zwischenzeitlich Beförderung am 1. Mai 1924 zum Oberleutnant zur See. Bis Ende März 1927 war Peters im Marinekommandoamt und im Anschluss daran als Ausbilder bis 22. September 1929 an der Torpedo- und Nachrichtenschule in Flensburg tätig. Ab 23. September 1929 hatte er für zwei Jahre das Kommando über das Torpedoboot Iltis, wurde am 1. April 1931 zum Kapitänleutnant befördert und kam vom 24. September 1931 bis 27. September 1933 als Torpedooffizier an Bord des Leichten Kreuzers Karlsruhe.

### Dienst in der Kriegsmarine
Im Anschluss daran war er wieder bis 6. Dezember 1936 als Ausbilder an der Torpedoschule tätig und erhielt am 1. April 1936 die Beförderung zum Korvettenkapitän. Man versetzte Peters am 7. Dezember 1936 zu der in Aufstellung befindlichen Zerstörer-Flottille und ernannte ihn am 29. Juni 1937 zum Kommandanten des Zerstörers Paul Jacobi.
Nachdem Peters das Kommando am 3. November 1938 wieder abgegeben hatte, setzt man ihn als Referent Ia bei der Inspektion des Bildungswesens der Marine in Kiel ein. Im Oktober/November 1939 war er zugleich mit der Wahrnehmung der Geschäfte als Chef des Stabes der Inspektion beauftragt. Bei der Inspektion des Bildungswesens der Marine verblieb er auch nach Beginn des Zweiten Weltkriegs, wurde am 1. November 1939 zum Fregattenkapitän befördert und vom 15. August bis 26. Dezember 1940 als Erster Admiralstabsoffizier im Stab des Befehlshabers der Kreuzer eingesetzt. Peters versah im Anschluss Dienst als Erster Offizier auf dem Schlachtschiff Gneisenau, wurde am 1. September 1941 zum Kapitän zur See befördert und war vom 15. bis 17. April 1942 mit der Wahrnehmung der Geschäfte als Kommandant des Schiffes beauftragt. Anschließend wurde er zur Disposition des Kommandierenden Admirals der Marinestation der Ostsee gestellt und am 23. Juli 1942 zum Chef der 24. U-Boot-Flottille ernannt. Darauf war Peters vom 2. Januar 1943 bis 4. Juni 1944 Führer der U-Boote Norwegen. Von März 1944 bis zur Auflösung im Mai 1944 war er zusätzlich mit der Wahrnehmung der Geschäfte des Admirals Nordmeer beauftragt. Von Juli 1944 bis November 1944 war er Befehlshaber der 1. Kampfgruppe. Als solcher wurde er am 1. Juli 1944 zum Konteradmiral befördert. Man stellte Peters am 21. Oktober 1944 zur Verfügung, kommandierte ihn am 29. März 1945 in das Marinewaffenamt und verabschiedete ihn am 30. April 1945 ehrenvoll aus der Marine in den Ruhestand.
Peters war mit einer Schwedin verheiratet und verbrachte den Lebensabend im Heimatland seiner Ehefrau.

## Auszeichnungen
- Deutsches Kreuz in Gold am 6. September 1944[2]